# District du Mont Siméon
Le district du Mont Siméon (en arabe : منطقة جبل سمعان (manṭiqat Jabal Sem‘ān)) est l'un des dix districts du Gouvernorat d'Alep, situé dans le nord-ouest de la Syrie ; son centre administratif est la ville d'Alep. D'après le Bureau central des statistiques syrien, sa population était de 2 413 878 habitants en 2004.

## Sous-districts
Le district du Mont Siméon est divisé en sept sous-districts (ou nahiés), (population en 2004) :
| Nom           | Centre administratif | Surface (km²) | Population |
| ------------- | -------------------- | ------------- | ---------- |
| Mont Siméon   | Alep                 | 663,95        | 2 181 061  |
| Tell ad-Daman | Tell ad-Daman        | 1 146,95      | 47 501     |
| Haritan       | Haritan              | 232,76        | 67 745     |
| Darat Izza    | Darat Izza           | 227,49        | 39 540     |
| al-Zirbah     | al-Zirbah            | 354,79        | 55 391     |
| Zammar        | Zammar               | 354,79        | 55 391     |
| Hadher        | Hadher               | 131,33        | 20 834     |